# Фурман, Джейсон
Дже́йсон Фу́рман (англ. Jason Furman; род. 18 сентября 1970, Нью-Йорк) — американский экономист, член Демократической партии США.

## Биография
Родился в семье состоятельного предпринимателя-адвоката.
Окончил Гарвардский университет (бакалавр социальных наук, 1992), где также получил степени магистра госуправления и доктора философии по экономике (2003). Его научным руководителем был Грегори Мэнкью.
Также получил степень магистра наук в Лондонской школе экономики.
Во время президентской кампании 2004 года советник по экономике кандидата сенатора Джона Керри.
В 2004—2006 годах старший исследователь Центра приоритетов бюджета и политики (англ. Center on Budget and Policy Priorities).
В 2006—2008 годах директор Гамильтонского проекта Брукингского института.
С января 2009 года заместитель директора, с января 2011 года первый заместитель директора Национального экономического совета (США).
Женат.